# (464288) 2016 AV73
(464288) 2016 AV73 es un asteroide perteneciente al cinturón de asteroides, descubierto el 13 de enero de 2005 por el equipo Spacewatch desde el Observatorio Nacional de Kitt Peak (Arizona, Estados Unidos).